# The Journal of Molecular Diagnostics
Das Journal of Molecular Diagnostics, abgekürzt J. Mol. Diagn., ist eine wissenschaftliche Fachzeitschrift, die vom Elsevier-Verlag veröffentlicht wird. Sie ist die offizielle Zeitschrift der Association for Molecular Pathology (AMP) und erscheint mit fünf Ausgaben im Jahr. Es werden Arbeiten veröffentlicht, die sich mit Fortschritten in der molekularen, diagnostischen Medizin beschäftigen.
Der Impact Factor lag im Jahr 2014 bei 4,851. Nach der Statistik des ISI Web of Knowledge wird das Journal mit diesem Impact Factor in der Kategorie Pathologie an achter Stelle von 75 Zeitschriften geführt.